# Maurice Gignoux
Pour les articles homonymes, voir Gignoux.
Maurice Gignoux, né le 19 octobre 1881 à Lyon et mort le 20 août 1955 à Grenoble, est un géologue français. L'essentiel de ses travaux est consacré aux Alpes, bien qu'il ait également étudié la formation géologique de certains rivages de la mer Méditerranée, des gisements pétrolifères en France et en Italie, ainsi que participé à l'aménagement hydroélectrique en France, au Portugal et en Afrique du Nord.

## Biographie

### Enfance
Issu d'une famille originaire du Chablais, Maurice Irénée Marie Gignoux naît le 19 octobre 1881 à Lyon, ; il est le fils d'Antoine Gignioux qui est agent de change. Enfant, il est déjà attiré par la nature ; il s'envisagera forestier avant de se diriger vers le géologie. Toutefois, durant toute sa vie, il aura une santé fragile.

### Formation et débuts professionnels
Maurice Gignoux fait des études dans le collège d'Oullins, puis au lycée Ampère de Lyon. À partir de 1901, il étudie à l'École normale supérieure,. En 1905, il est reçu premier à l'agrégation de sciences naturelles,, et retient l'attention de Charles Depéret, qui lui ouvre les portes de son laboratoire à Lyon. Cette même année 1905, il devient professeur de sciences naturelles au lycée de Besançon, poste où il restera deux ans. De 1906 à 1908, il a une bourse de doctorat à la Faculté des sciences de Lyon. Il est ensuite préparateur de géologie à la Faculté des sciences de Grenoble, entre 1909 et 1918.
Sa thèse de doctorat en sciences naturelles, achevée en 1913, reçoit le prix Fontannes, une des récompenses les plus appréciées de la Société Géologique de France.

### Vie professionnelle
En 1909,, Maurice Gignoux rejoint le géologue Wilfrid Kilian (1862-1925) à Grenoble, dans le laboratoire de géologie des Alpes de l'université. Cependant, en 1914, la guerre éclate et il est mobilisé dans l'armée dès août 1914, au sein du service météorologique des armées, où il est avec un autre géographe français, Pierre Lory.
Après la guerre, de 1918 à 1919, Maurice Gignoux devient professeur de géologie à la Faculté des Sciences de Toulouse, puis il est chargé d'organiser l'enseignement de la géologie à la Faculté des sciences de Strasbourg, où il est titulaire de la chaire de géologie de 1919 à 1925, ou 1926. Durant cette période strasbourgeoise, il revient cependant en vacances dans les Alpes, qu'il étudie et qui font l'objet de plusieurs ouvrages de sa part. En 1926, il revient à Grenoble, en remplacement de Killian, et devient chef du laboratoire de géologie ; il restera professeur au sein de l'université grenobloise jusqu'en 1953. Il est Doyen de la Faculté des sciences de Grenoble de 1940 à 1953.
Les travaux de Maurice Gignoux acquièrent une grande importance dans la connaissance de la géologie alpine et il remporte plusieurs prix scientifiques importants, ainsi qu'une direction de recherches à l’École des hautes études de la Sorbonne, le doctorat honoris causa de l'université de Lausanne,, l'admission d'honneur à des grandes sociétés géologiques étrangères à la France, et les honneurs de l'Académie des sciences française (dont il devient membre non-résident en 1946). Il a par ailleurs été membre de l'Académie delphinale en 1943 ; correspondant et membre non résidant de l'Académie des sciences en 1932 (pour la section de minéralogie) puis membre non-résidant entre 1946 et 1955 ; président de l'Association philomathique d'Alsace et de Lorraine ; vice-président de la Société géologique de France ; membre de la Société scientifique du Dauphiné ; ainsi que membre de la Commission des Études rhodaniennes. Il a aussi été membre de la Commission de géologie de la recherche scientifique et du Comité de l'Office national des combustibles liquides. À l'international, il a été membre de la Société géologique de Londres, ainsi que de la Société géologique de Bonn, et de la Schweizerische Akademie der Technischen Wissenschaften de Zurich.
Durant ses années à l'université, il forma de nombreux étudiants, dont le géographe André Allix et David Schneegans.

### Décès
Malade, Maurice Gignoux meurt le 20 août 1955, à Grenoble.

## Travaux
Maurice Gignoux a mené des travaux en géologie théorique et appliquée, comprenant des études de gisements pétrolifères en France et en Italie ; il a également participé à l'aménagement hydroélectrique de plusieurs régions : Alpes (dont le barrage de Génissiat), Portugal et Afrique du Nord. Il a aussi mené des études sur les anciens rivages de la mer Méditerranée occidentale. Il a créé avec Georges Friedel l'Institut français du pétrole.
Selon André Allix en 1955, la thèse de doctorat de Maurice Gignoux, comme certains de ses autres travaux, « (fait) date dans l'histoire de la connaissance de la Terre ». Elle porte sur la géologie des côtes maritimes d'Italie du Sud et de la Sicile et met à jour une vitesse de mouvement de la « terre » et du niveau de l'eau plus importante par rapport à l'évolution des animaux marins ; en son temps, cette thèse vient bousculer quelque peu les idées concernant l'idée de « terrasses étagées » émise par les géographes. Plusieurs années après sa thèse de doctorat, Maurice Gignoux et Paul Fallot poursuivront les investigations jusqu'en Méditerranée occidentale, dont la côté est de l'Espagne ; l'intérêt étant que ces zones du bord de la mer Méditerranée ont une « mobilité côtière » — selon les mots d'Allix en 1955.
Par ailleurs, les travaux menés auprès de Killian durant la première période grenobloise de Maurice Gignoux ont porté ce dernier à s'intéresser aux anciens glaciers et aux alluvions dans le Bas Dauphiné.
Lors de son séjour en Alsace, Maurice Gignoux mène des études concernant le pétrole maus aussi un champ de recherches plus large autour de celui-ci. Il se livre ainsi à des études sur le bassin de Pechelbronn ainsi que l'enfoncement du fossé rhénan, sur les asphaltes dans le sud du Jura, et sur les gisements liés au pétrole en Limagne, en Émilie-Romagne, sur une zone située entre Rome et Naples, en Moravie et dans les Carpates. Ces travaux lui sont utiles quelques années après, lorsqu'il reprend le champ d'étude en l'élargissant et fait une « mise au point sur la tectonique des terrains salifères, qui reste une base de départ obligée pour l'étude générale des diapirs comme pour celle du Trias dans les Alpes françaises », selon Allix.
Revenu à Grenoble, Maurice Gignoux étudie notamment la tectonique. Il publiera plusieurs documents à ce propos, dont une réédition de la feuille Saint-Jean-de-Maurienne, une étude de la Vanoise et une du Mont-Pourri, ainsi qu'une autre sur la « quatrième écaille » ; ces documents seront également des prémices à la thèse de Reynold Barbier. En 1938, David Schneegans « (ouvre) largement la voie nouvelle de la tectonique d'écoulement ».
Ses derniers travaux sont consacrés à son ouvrage concernant les barrages hydroélectriques, résumé du cours de géologie appliquée qu'il donnait à l’École des ingénieurs hydrauliciens de Grenoble.
L'une des œuvres publiées les plus importantes de Maurice Gignoux est le Traité de géologie stratigraphique, qui a connu plusieurs éditions ; il y intègre notamment les apports de ses cours en tant qu'enseignant universitaire. D'autres éléments publiés importants sont : Géologie dauphinoise — un ouvrage de vulgarisation publié en 1944 —, avec Léon Moret, qui lui succédera à Grenoble ; un article sur son point de vue concernant la division des Alpes ; une publication intitulée Géologie des barrages, en collaboration avec Reynold Barbier.

### Thèse de doctorat (publiée)
« Les formations marines pliocènes et quaternaires de l'Italie du Sud et de la Sicile », in Annales de l'Université de Lyon, 1913.

### Sélection d'articles scientifiques
- Maurice Gignoux, « Résultats généraux d'une étude des anciens rivages dans la Méditerranée occidentale », Travaux du Laboratoire de Géologie de Grenoble, n° 1 (1911-1912), p. 1-21.
- Wilfrid Kilian, Maurice Gignoux, « Les niveaux de cailloutis les formations fluvio-glaciaires et les terrasses du Bas-Dauphiné », Travaux du Laboratoire de Géologie de Grenoble, n° 1 (1911-1912), p. 27-40.

### Œuvres textuelles
- Wilfrid Killian et Maurice Gignoux, Les Formations fluvio-glaciaires du Bas-Dauphiné (1911).
- Maurice Gignoux, Les Formations marines pliocènes et quaternaires de l'Italie du Sud et de la Sicile (1913).
- Maurice Gignoux, Géologie stratigraphique (1926 ; 1942 ; 1950)[4].
- Maurice Gignoux, Révision de la feuille de Briançon au 1/80000e (1930).
- Maurice Gignoux, Charles Depéret (1930).
- Maurice Gignoux et Léon Mauret, Les grandes subdivisions géologiques des Alpes françaises (1934).
- Maurice Gignoux, Alpes. Révision de la feuille de Gap au 80.000e (1934).
- Maurice Gignoux, Stratigraphie de la bordure ouest du Briançonnais entre Briançon et le Galibier, l'écaille briançonnaise (1936).
- Maurice Gignoux et Léon Mauret, Description géologique du bassin supérieur de la Durance, itinéraires de Sisteron et de Grenoble à Veynes, Gap, Briançon, au Lautaret et au Galibier (1938 et 1939).
- Maurice Gignoux, Paul Lemoine 1878-1940 (1941).
- Maurice Gignoux, Funérailles de Émile Cotton,... à Grenoble, le... 15 mars 1950 (1952), éditeur scientifique : Académie des sciences (France).
- Maurice Gignoux et Reynold Barbier (1913-2001), Géologie des barrages et des aménagements hydrauliques (1954).

## Distinctions

### Nationales
Officier de la Légion d'honneur (1948) ; Chevalier (1925),.

### Internationales
Maurice Gignoux reçoit la Médaille Penrose, qui est la plus haute récompense décernée par la Société américaine de géologie en géologie, en 1955.

## Hommage
Une rue Maurice-Gignoux est située à Grenoble, correspondant à la montée Rabot et où se positionne l'entrée du musée dauphinois.